# Sympistis hathor
Sympistis hathor là một loài bướm đêm thuộc họ Noctuidae. Loài này có ở Oregon.
Sải cánh dài khoảng 32 mm.